# 다운타운 열혈 이야기 SP
《다운타운 열혈 이야기 SP》(ダウンタウン熱血物語SP)은 일본 개발사 아크 시스템 웍스가 제작한 오픈 월드 진행형 격투 게임이다. 《쿠니오군》 시리즈 30주년을 기념해 출시된 작품으로, 1989년 패밀리 컴퓨터로 발매됐던 《다운타운 열혈 이야기》의 리메이크이며 닌텐도 3DS로 개발된 여섯번째이자 마지막 오리지널 게임이다.
줄거리는 리키의 납치당한 여자친구 마미를 구하는 내용으로 기본적인 이야기 골자는 같으나, 원작의 자유로운 진행방식과는 달리 정해진 일정에 따라 사건이 발생하고 필요한 위치로 이동하는 등 좀더 제한적이고 명확한 방향으로 게임플레이가 구성됐다. 원작에 없었던 인물 및 내용이 다량으로 추가됐다. 대전 모드 '파이팅 오브 더블 드래곤'도 탑재됐다.
일본에서 2016년 10월 27일 먼저 발매됐으며, 북미 및 유럽 지역에선 나츠메가 2017년 11월 21일 《리버 시티: 라이벌 쇼다운》(River City: Rival Showdown)이라는 제목으로 발매했다.

## 게임플레이
본편은 5일 동안 전개되는 사건들을 시간순에 따라 플레이하는 방식으로 구성됐다. 짤막한 도입부에 해당하는 첫째 날 이후, 2일차부터 4일차 동안 (게임상으로 Day 1~3) 쿠니오를 조종해 정보를 수집하고 싸움을 통해 능력치를 강화하면서 준비하는 과정을 거치게 된다. 마지막 날 (Battle Day)에는 레이호 학원의 인물들과 최종전을 치르게된다.
대전 모드 '파이팅 오브 더블 드래곤'에선 이 게임의 등장인물들로 1대1 경기를 할 수 있다.

## 발매
2016년 10월 27일 일본에서 최초로 출시됐다. 2017년 4월 27일에는 Ver. 1.1가 다운로드로 배포됐는데, 2인 협동 플레이와 지도 아이콘 표시 등 기능들이 추가됐다.
북미와 유럽 지역에선 나츠메가 배급해 2017년 11월 21일에 출시됐다.